# Buraq

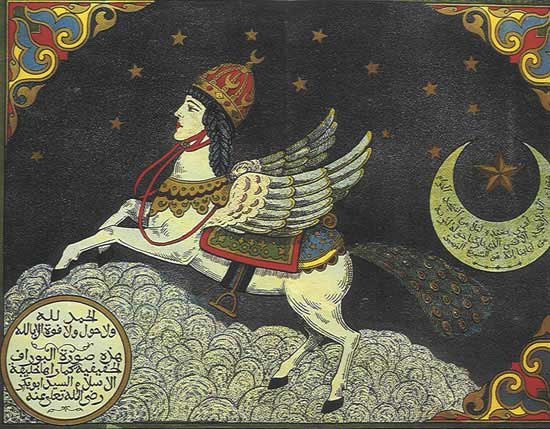
Buraq, indisk miniatyr, 1600-tal.

Buraq (arabiska: البُراق al-burāq, "blixt"; turkiska: Burak) är en varelse inom traditionell islamisk mytologi. Den ska ha kommit från himlarna och tros vara den som bar profeten Muhammed från Mekka till "det allra avlägsnaste templet" och tillbaka under Isra och Miraj ("Den nattliga resan", som även är titeln på en av surorna i Koranen).
Buraq, som även kan översättas till boron, finns beskriven i Sahih Muslims hadith. Buraqen beskrivs som en varelse som är större än en åsna, men mindre än en mula. Den är vit och har långa öron och istället för ett djurhuvud har den en kvinnas ansikte. Ett par vingar pryder buraqens rygg, samt i vissa traditioner har den även en svans som liknar den av en påfågel. Enligt myten om buraqen, lär den ha färdats genom att ta kliv som nådde så långt som ögat kunde se. 
Buraqen uppträdde första gången i berättelsen om profetens Muhammeds färd till de sju himlarna, där han mötte tidigare profeter samt änglar och till sist Gud. Istället för att ha en stege att nå till himlen tar då buraqen över denna roll. Enligt traditionell korantolkning anspelar Koranens vers 17:1 på denna händelse. 
Under 1300-talet och framåt har buraqmyten präglats av antika mytologiska djur såsom grip, sfinx och kentaurer. Speciellt den grekiska sfinxen har stora likheter med buraqen, med dess djurkropp, vingar och kvinnohuvud. Buraqen har varit ett favoritmotiv att måla inom persisk kultur. Idag kan man bland annat återfinna buraq i namnet på de två flygbolagen Buraq Air och Bouraq Indonesia airlines. Buraq (Burak) har även varit ett populärt namn på killar under 1980-talet i Turkiet. 

### Övriga källor
- http://www.britannica.com/EBchecked/topic/84912/Buraq hämtat 2008-10-29
- https://web.archive.org/web/20080530050944/http://www.nationmaster.com/encyclopedia/Buraq-Air hämtat 2008-10-29
- https://web.archive.org/web/20100612093448/http://www.nationmaster.com/encyclopedia/Buraq hämtat 2008-10-29